# Legimin Raharjo
Legimin Raharjo (sinh ngày 10 tháng 5 năm 1981 ở Medan, North Sumatra) là một cầu thủ bóng đá người Indonesia, bình thường anh thi đấu ở vị trí tiền vệ và có chiều cao 172 cm. Anh từng thi đấu cho Đội tuyển bóng đá quốc gia Indonesia và hiện tại anh thi đấu cho đội bóng Indonesia PSMS Medan ở Liga 2. Mọi người thường gọi anh với biệt danh Gimin. Anh thi đấu cho đội tuyển quốc gia Indonesia tại Cúp bóng đá châu Á 2007, hầu hết ngồi trên ghế dự bị. Bố mẹ anh là Harjo Sunarto (bố) và Suharsini (mẹ). Thần tượng của anh là Paul Scholes và đội bóng ưa thích là Manchester United.

## Thành tích
- 3-lần vô địch Bang Yos Gold Cup (2004, 2005, 2006) với PSMS Medan
- 1 lần vô địch Kemerdekaan Cup (2015) với PSMS Medan
- Á quân Liga 2 (2017) với PSMS Medan